# Лиепа, Илзе Марисовна
И́лзе Ма́рисовна Лие́па (род. 22 ноября 1963, Москва) — советская и российская балерина, актриса театра и кино; народная артистка РФ (2002), народная артистка Карелии (2007), лауреат Государственной премии РФ (2003) и национальной театральной премии «Золотая маска» (2003). Дочь танцовщика Мариса Лиепы и сестра Андриса Лиепы.

## Биография
Родилась в семье народного артиста СССР Мариса Лиепы и актрисы Московского драматического театра имени А. Пушкина Маргариты Жигуновой. Брат — Андрис Лиепа — артист балета, актёр и антрепренёр, единокровная сестра — Мария Лиепа — оперная певица.
С детства занималась в Московском академическом хореографическом училище на подготовительном отделении. В 1981 году окончила Московское академическое хореографическое училище по классу Натальи Золотовой (педагог характерного танца — Алла Богуславская), после чего была принята в балетную труппу Большого театра.
В начале своей артистической карьеры солировала в хара́ктерных танцах в классических балетах и в таких операх, как «Кармен», «Иван Сусанин», «Князь Игорь», «Хованщина» и «Травиата». Проводила персональные творческие вечера в Концертном зале имени Чайковского и на других сценических площадках.
В 1991 году окончила педагогическое отделение ГИТИСа.
В конце 1990-х годов дебютировала как драматическая актриса в Санкт-Петербургской антрепризе, затем, в апреле 2000 года — в театре «Модернъ» под руководством Светланы Враговой состоялась премьера спектакля «Сон императрицы», где Илзе исполнила роль императрицы Екатерины.
В 2011 году была в составе жюри на конкурсе «Евровидение для молодых танцоров 2011».
С 2011 года ведёт авторскую программу «Балет FM» на радио «Орфей».
Имеет собственную студию пилатеса, где лично проводит занятия.
Систематические занятия пилатесом в сочетании с балетными методиками стали основой для написания книги «Метод Лиепа», описывающей комплекс упражнений, разработанный балериной для поддержания себя в форме (издано «Альпина нон-фикшн»).
В январе 2014 года вышла книга её сказок для детей «Театральные сказки», которые Илзе Лиепа сочиняла, будучи беременной.
С 2016 года благотворительным фондом содействия развитию хореографического и изобразительного искусства под руководством Илзе Лиепы ежегодно присуждается национальная премия детского и юношеского танца «Весна священная». Лиепа является художественным руководителем премии.
7 марта 2024 года стало известно, что Президент Литвы Гитанас Науседа лишил гражданства страны проживающую в России балерину Илзе Лиепу.

## Личная жизнь
Первый муж — Сергей Стадлер (род. 1962), дирижёр, скрипач, народный артист РФ (1999).
Второй муж — бизнесмен Владислав Паулюс. 15 марта 2010 года родилась дочь Надежда. В 2013 году пара развелась.

## Творчество

### Репертуар в Большом театре
- 1983 год
  - Гера (танцевальная сцена в опере «Ифигения в Авлиде» К. В. Глюка в постановке А. Петрова) — первая исполнительница
- 1984 год
  - Мазурка и краковяк («Польский бал» в опере «Иван Сусанин» М. Глинки, хореография Р. Захарова)
  - Болеро («Дон Кихот» Л. Минкуса, хореография М. Петипа, А. Горского)
- 1985 год
  - Испанский танец, мазурка («Раймонда» А. Глазунова, хореография М. Петипа в редакции Ю. Григоровича)
  - Мерседес («Дон Кихот»)
  - Чиполла-мать («Чиполлино» К. Хачатуряна, хореография Г. Майорова)
- 1986 год
  - Цыганский танец («Дон Кихот»)
  - Батильда («Жизель» А. Адана, хореография Ж. Коралли, Ж. Перро, М. Петипа
  - Три цыганки («Анюта» на музыку В. Гаврилина в постановке В. Васильева) — в числе первых исполнительниц в Большом театре
  - Королева («Спящая красавица» П. Чайковского, хореография М. Петипа в редакции Ю. Григоровича)
  - Жена Штальбаума («Щелкунчик» П. Чайковского, хореография Ю. Григоровича)
- 1987 год
  - Придворные танцовщицы («Легенда о любви» А. Меликова, хореография Ю. Григоровича)
  - Владетельная принцесса («Лебединое озеро» П. Чайковского, хореография А. Горского, М. Петипа, Л. Иванова в редакции Ю. Григоровича)
  - Синьора Капулетти («Ромео и Джульетта» С. Прокофьева, хореография Ю. Григоровича)
- 1988 год
  - Персиянка («Половецкие пляски» в опере «Князь Игорь» А. Бородина, хореография К. Голейзовского)
  - Персиянка (опера «Хованщина» М. Мусоргского, хореография С. Кореня)
- 1992 год
  - Зюльма («Корсар» А. Адана, хореография К. Сергеева по М. Петипа)
- 1994 год
  - Царица бала («Фантазии на тему Казановы» на музыку В. А. Моцарта в постановке М. Лавровского)
- 1995 год
  - Королева-мачеха («Белоснежка» К. Хачатуряна в постановке Г. Майорова) — первая исполнительница в Большом театре
  - Капулетти-мать («Ромео и Джульетта», хореография Л. Лавровского)
- 2001 год
  - Графиня («Пиковая дама» на музыку П. Чайковского в постановке Р. Пети) — первая исполнительница (мировая премьера)
- 2003 год
  - Леди Капулетти («Ромео и Джульетта» в постановке Д. Доннеллана и Р. Поклитару) — первая исполнительница
- 2007 год
  - Пианистка («Урок» Ж. Делерю в постановке Ф. Флиндта)

Ведёт активную концертную и гастрольную деятельность. В 2003 году творческие вечера Илзе Лиепы прошли на Новой сцене Большого театра, и в них были заняты артисты балетной труппы театра. Илзе Лиепа стала первой российской балериной, исполнившей после Майи Плисецкой партию Кармен в балете «Кармен-сюита» Ж. Бизе на музыку Р. Щедрина (хореография А. Алонсо). В 1993 году впервые в России исполнила партию Зобеиды в восстановленном её братом Андрисом Лиепой и внучкой М. Фокина Изабель Фокиной балете М. Фокина «Шехеразада» на музыку Н. Римского-Корсакова. В репертуаре балерины как широко известные миниатюры — «Умирающий лебедь» (К. Сен-Санс — М. Фокин), «Гибель розы» (Г. Малер — Р. Пети), так и специально для неё поставленные номера и балеты (с Илзе сотрудничали хореографы Д. Брянцев, Г. Алексидзе, В. Смирнова, Т. Сердюкова, М. Шеннон и другие).

### Роли в драматическом театре
- 1998 — «Ваша сестра и пленница…» Людмилы Разумовской, режиссёр Владимир Иванов — Мария Стюарт («Модернъ»)[5]
- 2000 — «Сон императрицы», пьеса и постановка Андрея Максимова — Екатерина (Московский драматический театр «Модернъ»)[6]
- 2002 — «Рамки приличий», пьеса и постановка Андрея Максимова — маркиза де Люрсе (Театр имени Вл. Маяковского)
- 2003 — «День рождения Синей Бороды», пьеса и постановка Андрея Максимова — агент Пол (Театр имени Вл. Маяковского)
- 2004 — «Чайная церемония» Александра Строганова, режиссёр Карен Нерсисян — женщина (Театральное товарищество «Старый театр»)[13]
- 2005 — «Ан-дер-сен» Ксении Драгунской, режиссёр Ольга Субботина — Йенни Линдт / Снежная королева (Конфедерация театральных союзов)
- 2007 — «Горе от ума — Горе уму — Горе ума» Александра Грибоедова, режиссёр Юрий Любимов — Наталья Дмитриевна Горич (Театр на Таганке)

### Роли в кино
- 1984 — Герой её романа — королева танго
- 1984 — Блистающий мир — Руна
- 1985 — Детство Бемби — Лебедь-мать
- 1986 — Юность Бемби — Лебедь-дочь
- 1986 — Михайло Ломоносов — Елизавета Андреевна Ломоносова (Элизабет Христина Цильх)
- 1986 — Лермонтов — Соломирская
- 1987 — Странник — Катя
- 1988 — Эти… три верные карты… — графиня в молодости
- 1993 — Возвращение Жар-птицы — Зобеида
- 1997 — Фантазия на тему Казановы — Царица бала
- 1998 — Старые песни о главном 3 — актриса «Мосфильма»
- 1998 — Самозванцы — Гизела Веббер
- 2000 — Империя под ударом — балерина Тамара Карсавина
- 2005 — Люби меня — Роза
- 2005 — Вокальные параллели — камео
- 2007 — Одна любовь души моей — Елизавета Алексеевна
- 2009 — Первая любовь — Галина

### Дубляж мультфильмов
- 2016 — Балерина — Одетта

## Признание и награды
- 1996 — Заслуженная артистка Российской Федерации.[14][15]
- 1998 — театральная премия «Хрустальная Турандот» (за исполнение роли Марии Стюарт в спектакле по пьесе Л. Разумовской «Ваша сестра и пленница»).
- 2000 — театральная премия «Чайка» (за исполнение роли Екатерины II в спектакле по пьесе А. Максимова «Сон императрицы»).
- 2002 — Народная артистка Российской Федерации.[2]
- 2003 — театральная премия «Золотая маска».[15]
- 2003 — Государственная премия Российской Федерации.[15]
- 2003 — премия общественного признания достижений женщин «Олимпия» Российской академии бизнеса и предпринимательства.[16]
- 2007 — Народная артистка Республики Карелия.[17]

## Общественная позиция
В 2018 году была доверенным лицом кандидата в мэры Москвы Сергея Собянина. В 2022 году заявила, что поддерживает президента России: «Нам очень повезло, что у нас есть такой лидер, как Владимир Владимирович Путин, который служит своему отечеству и верен своему долгу», также предложила ввести в России цензуру и идеологию.
В 2022 году поддержала нападение России на Украину. 18 марта 2022 года выступила в «Лужниках» на митинге-концерте в честь годовщины аннексии Крыма и в поддержку военной агрессии России против Украины. Национальное агентство по предотвращению коррупции Украины выступило с инициативой о введении против Лиепы международных санкций за публичную поддержку вторжения России на Украину и «распространение нарративов в соответствии с кремлевской пропагандой в поддержку действий России». 24 марта 2022 года Лиепа включена в «чёрный список» Латвии с запретом въезда в страну на неопределенный срок за поддержку войны России против Украины.
13 ноября 2023 года МВД Литвы обязало Департамент миграции начать процедуру лишения литовского гражданства балерины за «дискредитацию государства», так как ранее в интервью российским СМИ Лиепа поддержала войну на Украине и заявила, что ей «стыдно за страны Балтии».
7 марта 2024 года президент Литвы Гитанас Науседа подписал указ о лишении И. Лиепы гражданства .